# RD-120
O RD-120 (ou 11D123) é um motor de foguete que queima RG-1 (querosene refinada) e LOX num ciclo de combustão em estágios com uma relação Oxidante/Combustível (O/F) de 2,6. O RD-120 é usado no segundo estágio dos foguetes Zenit. O RD-120 possui uma única câmara de combustão fixa, e nos foguetes Zenit ele é combinado com o motor vernier RD-8. O RD-120 motor foi desenvolvido entre 1976 e 1985 pela NPO Energomash, tendo V.P. Radovsky como líder de projeto. O RD-120 é fabricado pela Yuzhmash na Ucrânia.
O RD-120 não deve ser confundido com o motor RD-0120, usado no Programa Energia ainda na União Soviética, e já descontinuado.[carece de fontes?]

## Versões
Esse motor tem duas versões operacionais e algums propostas:
- RD-120 para o segundo estágio do Zenit-2,[4] usando uma turbobomba vertical visto que o tanque tem o formato toroidal e o motor tem que caber no centro dele.[2][6]
- RD-120 (empuxo aumentado) o segundo estágio do Zenit-3SL.[4][1]
- RD-120K: Projeto - reconfigurado para ter uma altura menor.[2] Já foram executados alguns testes.[4][1][7]
- RD-120M: Projeto - para o programa X-34, adicionado mecanismo de direcionamento. Já foi testado nos Estados Unidos.[8][9]
- RD-120U: Projeto - para o ULV-22.[10]
- RD-146 [11]
- RD-182: Projeto - para o Riksha  do Makeyev Rocket Design Bureau, alimentado por Metano / LOX.[12][13][14]
- RD-182M: Projeto - para o projeto Vozdushnyy Start, alimentado por LNG / LOX.[15]
- RD-870: versão Ucraniana do RD-120K substituindo a câmara de combustão russa por uma versão modificada do RD-263 em estoque, sendo desenvolvida pelo Yuzhnoye Design Bureau para uso no primeiro estágio do Cyclone-4M.[16]